# Henok Tesfay
Henok Tesfay (Tigrinya ሄኖክ ተስፋይ, * 22. November 2000) ist ein eritreischer Leichtathlet, der sich auf den Marathonlauf spezialisiert hat.
2024 nahm er an den Olympischen Sommerspielen in Paris teil. Im Marathon kam er mit einer Zeit von 2:14:31 h auf Rang 54.